# ビダール反応
ビダール反応（ビダールはんのう）とは腸チフスやパラチフスの診断に使う血清反応のこと。凝集反応を応用した診断方法。ジョルジュ＝フェルナン・ウィダル（ビダール）が創始し、普通は腸チフス菌とA型及びB型パラチフス菌の生菌及び死菌を凝集原にして、腸チフス及びパラチフスに感染していると思われる患者に血清を倍数希釈し、それぞれに凝集原を滴下した後に凝集の有無を検査した後、200倍以上が陽性の場合にチフスに感染している可能性が非常に高いということになる。